# بحرية (سورويا)
بحريّة أو البحرية هي لوحة زيتية رُسمت على قماش للفنّان الإسباني خواكين سورويا في عام 1881م خلالَ بداية حياته المهنية كرسام. ترمزُ خلفيّة الصورة لمَا عاشهُ خواكين وكيفَ تأثر بمظاهر القُرب منَ البحر في أوروبا الوسطى خلال تلكَ الفترة. لقد كانَ سورويا طالبًا في كليّة الفنون الجميلة في فالنسيا وهناك بحثَ عن أسلوبه الخاص إلا أنّه تأثر برافائيل مونلون عالم الآثار البحريّة في فالنسيا.
تُمثل أبعادُ اللوحة الصغيرة نشاط الميناء التجاري حينَها ومن الملاحظِ غلبةُ اللون الرمادي والأزرق اللذان يُساعِدان على إيجاد جو من الهدوء والحزن في الوقتِ ذاته. جديرٌ بالذكرِ هنا أنّ اللوحة معروضة في متحف سورويا بالعاصِمة الإسبانيّة مدريد.